# Железнодорожная Будка 1401-й км
Железнодорожная Будка 1401-й км — населённый пункт (тип: железнодорожная будка) в составе Краснокамского городского округа в Пермском крае России. Население населённого пункта составило 7 человек в 2002 году, 5 человек в 2010 году.

## История
До 2018 года населённый пункт входил в  Оверятское городское поселение Краснокамского района. После упразднения обоих муниципальных образований вошел в состав образованного муниципального образования Краснокамского городского округа.

## География
Населённый пункт находится с южной стороны от железной дороги Москва-Пермь, примыкая к селу Черная.
Климат
Климат умеренно континентальный. Наиболее тёплым месяцем является июль, средняя месячная температура которого 17,4—18,2 °C, а самым холодным январь со среднемесячной температурой −15,3…−14,7 °C. Продолжительность безморозного периода 110 дней. Снежный покров удерживается 170—180 дней.

## Население
Национальный состав
Согласно результатам переписи 2002 года, в национальной структуре населения русские составляли 100 % из 7 жителей.

## Транспорт
Автобусное сообщение через село Чёрная. Остановка пригородных поездов Увал.